# 레코초쿠
주식회사 레코초쿠(영어: RecoChoku Co., Ltd., 일본어: 株式会社レコチョク 가부시키가이샤 레코쵸쿠[*])는 일본 도쿄도 시부야 구에 본사를 둔 기업이다.

## 연혁
- 2001년 7월 3일: 회사 설립[1]

## 제공 서비스
레코초쿠
RecMusic